# گاسیک
گاسیک (به لاتین: Gasik) یک منطقهٔ مسکونی در روسیه است که در داغستان واقع شده‌است.